# Trichopteryx insontata
Trichopteryx insontata är en fjärilsart som beskrevs av Hugo Theodor Christoph 1881. Trichopteryx insontata ingår i släktet Trichopteryx och familjen mätare. Inga underarter finns listade i Catalogue of Life.